# 53e parallèle sud
Pour les articles homonymes, voir 53e parallèle.
En géographie, le 53e parallèle sud est le parallèle joignant les points de la surface de la Terre dont la latitude est égale à 53° sud.

## Géographie

### Dimensions
Dans le système géodésique WGS 84, au niveau de 53° de latitude sud, un degré de longitude équivaut à 67,137 km ; la longueur totale du parallèle est donc de 24 169 km, soit environ 60 % de celle de l'équateur. Il en est distant de 5 875 km et du pôle Sud de 4 127 km,.

### Régions traversées
Le 53e parallèle sud passe au-dessus des océans sur près de 99 % de sa longueur ; il coupe cependant la pointe sud de l'Amérique du Sud, l'archipel de Terre de Feu et l'île Heard.
Le tableau ci-dessous résume les différentes zones traversées par le parallèle, d'ouest en est :
| Zone                                     | Début                | Fin                  | Longueur (km) |
| ---------------------------------------- | -------------------- | -------------------- | ------------- |
| Océans Atlantique et Indien              | 53° 00′ S, 68° 15′ O | 53° 00′ S, 73° 16′ E | 9 501         |
| Île Heard                                | 53° 00′ S, 73° 16′ E | 53° 00′ S, 73° 31′ E | 17            |
| Océans Indien et Pacifique               | 53° 00′ S, 73° 31′ E | 53° 00′ S, 74° 26′ O | 14 236        |
| Île de la Désolation                     | 53° 00′ S, 74° 26′ O | 53° 00′ S, 73° 57′ O | 32            |
| Détroit de Magellan                      | 53° 00′ S, 73° 57′ O | 53° 00′ S, 73° 27′ O | 35            |
| Amérique du Sud (péninsule Muñoz Gamero) | 53° 00′ S, 73° 27′ O | 53° 00′ S, 72° 57′ O | 33            |
| Île Riesco                               | 53° 00′ S, 72° 57′ O | 53° 00′ S, 71° 52′ O | 73            |
| Seno Otway                               | 53° 00′ S, 71° 52′ O | 53° 00′ S, 71° 16′ O | 40            |
| Amérique du Sud (péninsule de Brunswick) | 53° 00′ S, 71° 16′ O | 53° 00′ S, 70° 49′ O | 30            |
| Détroit de Magellan                      | 53° 00′ S, 70° 49′ O | 53° 00′ S, 70° 26′ O | 26            |
| Grande île de la Terre de Feu            | 53° 00′ S, 70° 26′ O | 53° 00′ S, 68° 15′ O | 146           |